# Saturi
Saturi (Saturio en castellà), va ser un eremita de Sòria que va viure al segle vi. Venerat com a sant, és el patró de la ciutat de Sòria. La seva festivitat se celebra el dia 2 d'octubre.

## Vida i llegenda
Hi ha molt poques dades sobre la seva vida, que va estendre's del 493 al 570, aproximadament.
La llegenda diu que Saturi era d'una noble família visigoda. Quan els seus pares van morir, va repartir-ne els béns entre els pobres i va retirar-se a una cova de la Serralada de Santa Anna, quan tenia uns quaranta anys. Hi va portar una vida de pregària continuada i va construir un oratori en honor de Sant Miquel, de qui era molt devot.
Quan ja era molt gran, va rebre la visita Prudenci d'Àlaba, atret per la fama de santedat que tenia Saturi. S'hi estigué set anys, durant els quals Saturi va ensenyar-li a Prudenci les virtuts evangèliques. Va morir i va ser sebollit a la seva cova per Prudenci, que va tornar a la Rioja, on va continuar predicant.

## Veneració
Anys després de la mort del sant, Prudenci va tornar a Sòria per retre-li homenatge i organitzà un pelegrinatge a la seva ermita per a venerar-ne les relíquies. Des de llavors, va ser tingut per sant, proclamat per aclamació popular, pràctica vàlida llavors per a l'Església.
Hi ha documents a Sòria que testimonien el culte a Saturi d'ençà el segle VII. Va ser proclamat sant patró de la ciutat en 1628. El reconeixement oficial de l'Església es donà el 31 d'agost de 1743, quan Benet XIV el va proclamar patró de la ciutat. Llavors es va reconstruir i decorar l'ermita del sant. La pila on va ser batejat, segons la tradició, es conserva a la Concatedral de San Pedro de Sòria.
El 2 d'octubre, festivitat del sant, la ciutat de Sòria celebra la seva festa major.

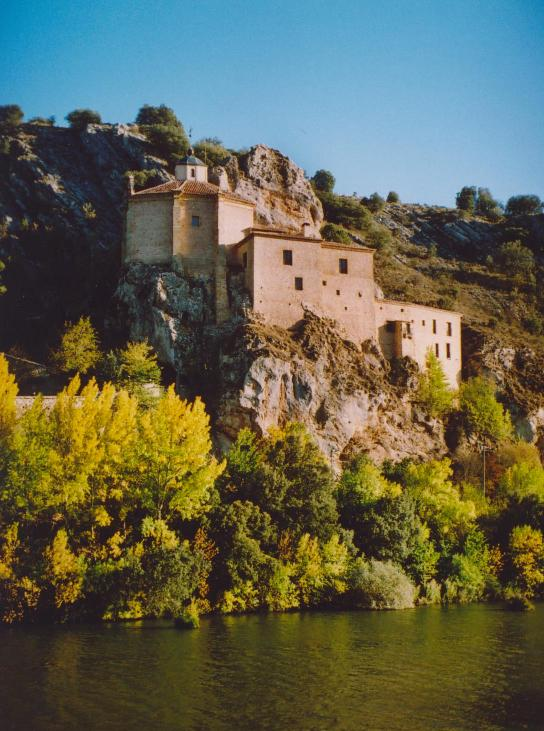
Ermita de Sant Saturi, a Sòria
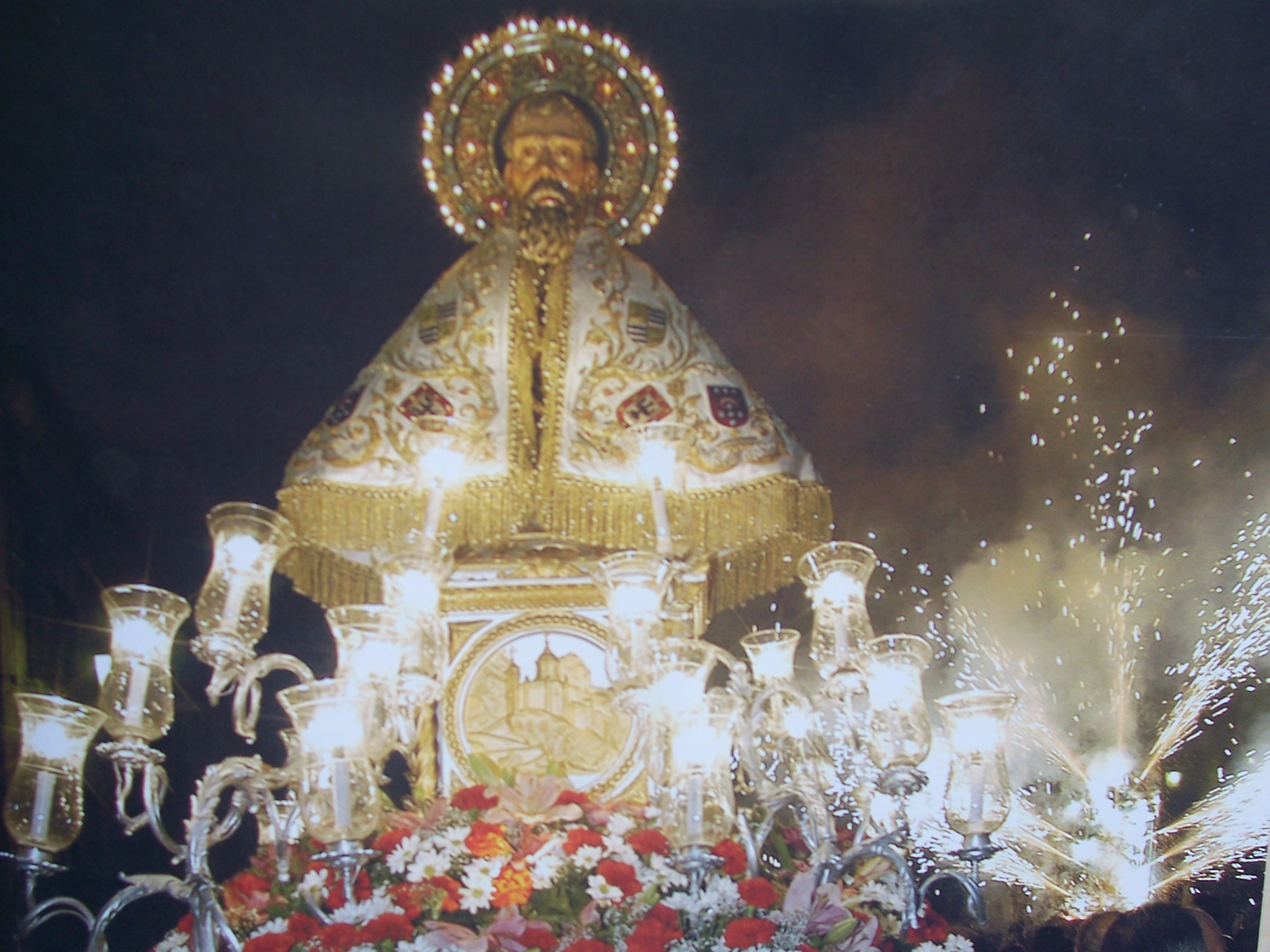
Imatge del sant a la processió de Sòria